# انخفاض درجة الحرارة
انخفاض درجة الحرارة أو انخفاض الحرارة مصطلح يطلق عندما تنخفض درجة حرارة الجسم إلى أقل من 35 درجة مئوية (95 درجة فهرنهايت). وتعتمد الأعراض على درجة حرارة الجسم، ففي انخفاض الجسم البسيط يحصل ارتعاد واضطراب عقلي، أما في انخفاض درجة الحرارة المتوسط يتوقف الارتعاد ويزيد الاضطراب. وأما في انخفاض درجة الحرارة الشديد قد يكون هناك تجريد تناقضي حيث يقومون بخلع ملابسهم، بالإضافة إلى زيادة خطورة توقف القلب. ويحدث انخفاض حرارة الجسم من مسببان رئيسيان وهما التعرض للبرد الشديد أو أي حالة قد تقلل من توليد الحرارة أو تزيد من فقدان الحرارة. وعادة يشمل تسمم الكحول وانخفاض نسبة السكر في الدم وفقدان الشهية بالإضافة إلى تقدم السن. وعادة ما يتم الحفاظ على درجة حرارة الجسم بالقرب من مستوى ثابت من 36،5-37,5 درجة مئوية (97،7-99،5 درجة فهرنهايت) من خلال تنظيم الحرارة. وبذل مجهود لرفع درجة الحرارة الذي يكتنف الارتعاد وبالإضافة إلى زيادة الأنشطة الإرادية ووضع الملابس الدافئة ويمكن تشخيص انخفاض درجة الحرارة على أساس أعراض الشخص ووجود عوامل الخطر أو بقياس درجة الحرارة الأساسية للشخص. ويشمل علاج انخفاض درجة حرارة الجسم البسيط بالمشروبات الدافئة والملابس الدافئة والنشاط البدني. أما في انخفاض درجة حرارة الجسم المتوسطة فيكون من خلال البطانيات الدافئة وحرارة السوائل الوريدية الموصى بها. ويجب نقل الأشخاص الذين يعانون من انخفاض معتدل أو شديد في درجة حرارة الجسم بلطف. وقد تفيد الأنسجة الغشائية خارج الجسم (ECMO) أو المجازة القلبية الرئوية في انخفاض درجة الحرارة الشديد. ويوصى باستعمال تلك التدابير المذكورة أعلاه بدون الإنعاش القلبي الرئوي (التنفس الاصطناعي) (CPR). ويستمر عادةً بتدفئة الشخص حتى تكون درجة حرارته أعلى من32 °C(90 °F). إذا لم يكن هناك أي تحسن أو مستوى البوتاسيوم في الدم أعلى من 12 مليمول / لتر ففي هذه المرحلة الإنعاش قد يوقفها في أي وقت. وقد تسبب انخفاض درجة الحرارة بوفاة ما لايقل عن 1500 حالة سنوياً في الولايات المتحدة وهو أكثر شيوعاً في كبار السن والذكور. ووثق نجاة طفلة في السابعة من عمرها في السويد كانت على وشك الغرق مع أن انخفاض حرارة الجسم العرضي هو واحدة من أدنى درجة حرارة الجسم 13.0 درجة C (55.4 درجة فهرنهايت). وقد بقيت على قيد الحياة بعد مرور أكثر من ستة ساعات من الإنعاش القلبي الرئوي. وقد نجا حوالي 50% من هؤلاء الذين استخدم معهم الأكسجة الغشائية خارج الجسم (ECMO) أو المجازة القلبية الرئوية. وبينما لعبت الحروب دوراً هامًا في زيادة الوفيات بسبب انخفاض درجة الحرارة في الجسم. وارتفاع درجة الحرارة هي مضادة لانخفاض درجة الحرارة وذلك لزيادة درجة الحرارة الجسم بسبب فشل في تنظيم الحرارة.

## التصنيف

### تصنيف انخفاض حرارة الجسم
درجة الحرارة	الأعراض	حسب درجة[8]
النظام السويسري
32–35 °C (90–95 °F)	مستيقظ ا ويرتجف/يرتعد	بسيطة	المرحلة الأولى
28–32 °C (82–90 °F)	النعسان ولا يرتجف	متوسطة	المرحلة الثانية
20–28 °C (68–82 °F)	فاقد الوعي، لايرتجف	شديدة	المرحلة الثالثة
<20 °C (68 °F)	لا توجد علامات حيوية	عميقة	المرحلة الرابعة
وغالبا ما يعرف بأن انخفاض حرارة الجسم هو انخفاض درجة الحرارة في الجسم إلى أقل من35.0درجة مئوية (95.0 درجة فهرنهايت). [8] وهذه الطريقة مقسمة إلى درجات من الشدة على أساس درجة الحرارة الأساسية. بينما نظام التصنيف الآخر والذي هو نظام التدريج السويسري يقوم بتقسيم انخفاض حرارة الجسم بناء على الأعراض التي عرضها ويفضل عندما لا يكون من الممكن تحديد درجة الحرارة الأساسية بدقة. الإصابات الأخرى المرتبطة بالبرد التي يمكن أن تكون موجودة إما وحدها أو بالاشتراك مع انخفاض حرارة الجسم وتشمل:
تورم الأصابع، والقرحة السطحية في الجلد التي تحدث عندما يتعرض الفرد مرارًا وتكرارًا للبرد.
- آلم البرد/ التثليج، وتجميد وتدمير الأنسجة.
- التبريد السطحي للأنسجة دون تدمير الخلايا.
- التهاب القدم الخندق (يصيب أقدام الجنود في الخنادق بسبب البرد) أو القدم الغطس، والناجمة عن التعرض المتكرر للمياه في درجات حرارة غيرالتجمد.

ودرجة حرارة جسم الإنسان الطبيعي هي36،5-37,5 درجة مئوية (97,7-99,5 درجة فهرنهايت) كما هو مذكور،
وتزيد درجة الحرارة عن37،5 حتى 38,3 درجة مئوية (99,5 حتي 100,9 درجة فهرنهايت) في الحمى وارتفاع درجة حرارة الجسم.
العلامات والأعراض:
تختلف العلامات والأعراض تبعاً لدرجة حرارة الجسم، ويمكن تقسيمها إلى ثلاث مراحل من الشدة.والأطفال الذين يعانون من انخفاض حرارة الجسم قد يشعرون ببرودته عند لمسه مما يسبب احمرار واضح في الجلد ونقص في الطاقة. انخفاض درجة الحرارة البسيط:
قد تكون أعراض انخفاض حرارة الجسم البسيط غامضة مع استثارة الجهاز العصبي الودي (الارتعاد، وارتفاع ضغط الدم ومعدل ضربات القلب السريعة ومعدل التنفس سريع وتقلص الأوعية الدموية). هذه كلها الاستجابات الفسيولوجية للحفاظ على الحرارة. بالإضافة إلى كثرة التبول نتيجة للبرد والاضطراب العقلي وقد يحصل أيضا القصور الكبدي، وارتفاع في سكر الدم واستهلاك الجلوكوز من قبل الخلايا وإفراز الأنسولين على حد سواء ونقصان وحساسية الأنسجة للأنسولين يمكن أن تضعفها.وبالإضافة إلى تنشيط الأحاسيس وإخراج الجليكوز من الكبد، ومع ذلك ففي كثير من الحالات وخاصةً في المرضى الذين يعانون من الكحول ونقص السكر في الدم ويكونون أكثر عرضة للمرض. وقد وجد بأن نقص السكر في الدم في العديد من المرضى انخفاض الحرارة وقد يكون انخفاض درجة حرارة الجسم نتيجة لنقص السكر في الدم.

### انخفاض درجة الحرارة المتوسط
يسبب انخفاض معدل درجة حرارة الجسم الارتعاش وقد يصبح أشد وتصبح العضلات غير متناسقة وبالإضافة إلى حركات الجسم تكون مجهدة وبطيئة ويصاحبه تلكؤ وتشوش بسيط، وعلى الرغم من أن الشخص قد يظهر في حالة وعي. إلا إن الأوعية الدموية السطحية تركز على المحافظة على مواردها المتبقية في الأجهزة الحيوية للجسم دافئة. ويصبح المريض شاحب. والشفتين والأذنين والأصابع واليدين والقدمين قد تصبح زرقاء.

### انخفاض درجة الحرارة الشديد
تتذبذب العديد من الأنظمة النفسية عند انخفاض درجات الحرارة بالإضافة إلى التذبذب في معدل ضربات القلب ومعدل التنفس وانخفاض ضغط الدم، وهذا يؤدي إلى معدل ضربات القلب متوقع30Sعند درجة حرارة 28 °C(82 °F). وتبدأ بالظهور علامات منها: صعوبة التحدث والتفكير ببطء وفقدان الذاكرة، بالإضافة إلى عدم القدرة على استخدام اليدين وتوقف عمليات الأيض الخلوية إلى أسفل. أقلمن 30 درجة مئوية (86 درجة فهرنهايت)، ويصبح الجلد مزرق ومنتفخ العضلات غير متناسقة والمشي شبه مستحيل ويصبح تصرف المريض غير عقلاني بما في ذلك الذهول وانخفاض ملحوظ في معدلات النبض والتنفس. ويمكن أيضاً أن يحدث سرعة في معدل ضربات القلب (عدم انتظام دقات القلب البطيني، الرجفان الأذيني) ولا يعد عادة الرجفان الأذيني الأمر المقلق الوحيد بل فشل الأجهزة الرئيسية يمكن أن يحدث الموت السريري.

## التجريد التناقضي
يرتبط عشرين إلى خمسين بالمائة من الوفيات بانخفاض حرارة الجسم بالتجريد التناقضي (نزع الملابس) حيث يصبح المرضى عادةً مضطربين وعدوانيين ومشوشين خلال المرحلة المتوسطة إلى الشديدة. بالإضافة إلى أنهم يقومون بخلع ملابسهم والذي بدوره يزيد من معدل فقدان الحرارة. ومع تثقيف المنقذين المدربين على أساليب الإنقاذ بتوقع حدوث هذا الأمر، إلا أن بعضاً منهم يعتبر من الخطأ الاعتداء على الضحايا المدنين المصابين بانخفاض درجة الحرارة. وأحد التفسيرلتأثير البرد الذي يسبب عجز وظيفي في الوطاء وجزء من الدماغ الذي ينظم درجة حرارة الجسم. وهناك تفسير آخر وهو أن عضلات الأوعية الدموية المحيطية تصبح جافة والمعروفة باسم (فقدان الشعور بالحركة الوعائية) والاسترخاء مما يؤدي إلى زيادة مفاجئة في الدم (والحرارة) إلى الحدود القصوى وخداع المريض بالشعوربالحمى.

## اختراق نهائي
ويحدث في المراحل الأخيرة من انخفاض درجة حرارة الجسم سلوك ظاهري للحماية الذاتية ومعروفة باسم الاختراق النهائي أو متلازمة الخفاء والموت. وسيدخل المصاب إلى أماكن صغيرة محصورة مثل أسفل السرير أو خلف الخزانة، وغالبًا ما يرتبط بالتجرد التناقضي. وقال باحثون في ألمانيا"أن من الواضح أنها عملية التحكم الذاتي في الدماغ والتي يتم تشغيلها في حالة نهائية من انخفاض درجة حرارة الجسم وينتج السلوك البدائي مثل الاختباء للحماية، كما رأينا في الحيوانات السبات. وهذا يحدث في الغالب في الحالات التي تنخفض فيها درجة الحرارة ببطء.

## الأسباب
يحدث عادة انخفاض حرارة الجسم نتيجة التعرض لدرجات حرارة منخفضة وغالبا ما تتضاعف بسبب شرب الكحول. مما تسهم في قلة إنتاج الحرارة في الجسم وزيادة فقدانها أو إضعاف التنظيم الحراري في الجسم. ويشمل ذلك عوامل خطيرة منها انخفاض حرارة الجسم وتعاطي المخدرات (بما في ذلك تعاطي الكحول) والتشرد مما يؤثر على التحكم بالجسم (مثل نقص السكر في الدم)، والتقدم في العمر والملابس الخفيفة والحالات الطبية المزمنة (مثل الغدة الدرقية والإنتان) بالإضافة إلى الذين يعيشون في بيئة باردة. ويحدث انخفاض درجة الحرارة في كثير من الأحيان في الإصابة البالغة ويلاحظ في الحالات الشديدة من مرضى فقدان الشهية العصبي.

## الكحول
يزيد شرب الكحول من خطر انخفاض درجة حرارة الجسم عن طريق توسعة الأوعية بالإضافة إلى أنه يزيد من تدفق الدم إلى الجلد والأطراف، مما يجعل الشخص يشعر بالدفء، وتتضاعف زيادة فقدان الحرارة بين 33% و73% من حالات انخفاض حرارة الجسم بسبب الكحول.

## الفقر
تم علاج في المملكة المتحدة 28,354 حالة من انخفاض درجة الحرارة في 2012/13 -أي بزيادة قدرها 25% عن العام السابق وقد تسببت أيضا ببعض حالات الوفاة وقد تجنبها البعض منهم، وحدث هذا لان الناس كانوا فقراء وليس بإمكانهم البقاء دافئين بسهولة. وزادت فواتير الوقود ارتفاع أعداد الذين لديهم صعوبة فيدفع ثمن التدفئة الكافية في المملكة المتحدة.وبعض المتقاعدين والمعوقين معرضين للخطر لأنهم لا يعملون ولا يمكنهم الخروج من منازلهم بسهولة، ومن الجيد أن العزل الحراري يمكن أن يساعدهم.

## الغمر بالماء

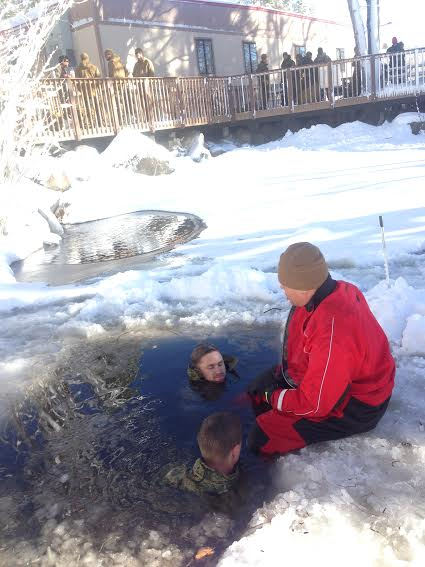
اثنان من مشاة البحرية الأمريكية يشاركان في تمرين انخفاض درجة حرارة الجسم بالغمر بالماء.

وتنحصر استمرار انخفاض درجة حرارة الجسم على السباحة أو الغوص في الماء البارد.وانخفاض الحرارة في الأصابع بسرعة يسبب الألم أو التنميل ويقلل السلامة العامة والقدرة على العمل ويزيد بالتالي من خطر الإصابات الأخرى. ومن العوامل الأخرى المهيئة للغمر بالماء هي الجفاف وعدم كفاية إعادة التدفئة بين الغطس المتكرر والبدء بالغطس في حين يرتدي الملابس الباردة والرطبة التي تحتاج إلى تجفيف وبالإضافة إلى التعرق مع العمل، وعدم كفاية العزل الحراري (على سبيل المثال، مكيف تحتي جاف وضعيف)، والإشراط البدني للفقراء.
ويتم فقدان الحرارة في الماء بسرعة أكثر من الهواء الطلق، وعلى الرغم من أن درجات حرارة المياه التي يمكن أن تكون مناسبة انخفاض الحرارة الشقي عند الناجين كما في الهواء الطلق.الرغم من أن هذه ليست عادة ما يكون السبب الرئيسي المباشر للوفاة بالنسبة لأولئك الذين لم يتم إنقاذهم ودرجة حرارة المياه 10درجة مئوية (50 درجة فهرنهايت) يمكن أن يؤدي إلى الوفاة في أقل من ساعة واحدة، ويمكن أن درجة حرارة المياه الشبه متجمدة تسبب الوفاة في اقل من15 دقيقة، ومن الأمثلة البارزة على ذلك ما حدث أثناء غرق سفينة تيتانيك، معظم الناس فارقوا الحياة في غضون 15-30دقيقة حين دخلوا في درجة حرارة المياه -2 °C(28 °F). ويعود السبب الحقيقي للوفاة في الماء البارد هو رد فعل الجسم عند فقدان الحرارة وتجمد الماء بدلاً من انخفاض درجة حرارة الجسم (فقدان درجة الحرارة الأساسية) نفسه، على سبيل المثال 20% من الضحايا ماتوا خلال دقيقتين من صدمة البرد. (التنفس السريع الغير منضبط وانقطاع النفس يتسبب في استنشاق الماء وارتفاع ضغط الدم وتوتر القلب مما يؤدي إلى سكتة قلبية) وتوفى 50٪ في غضون 15-30دقيقة من البرد (عدم القدرة على استخدام أو السيطرة على أطراف هو اليدين للسباحة «للوقائية» وإيقاف العضلات في الأطراف لحماية مركزها) بالإضافة إلى أن الإرهاق وفقدان الوعي يسبب الغرق، وأعلنت وفاة البقية فيغضون فترة زمنية مماثلة.

## الفيزيولوجيا المرضية
تصنيف درجة الحرارة
الأساسية (المستقيم، المريء، إلخ)
انخفاض حرارة الجسم	<35.0 °C (95.0 °F)[39]
طبيعي	36.5–37.5 °C (97.7–99.5 °F)[40]
الحمى	>37.5 or 38.3 °C (99.5 or 100.9 °F)[6][7]
ارتفاع درجة الحرارة	>37.5 or 38.3 °C (99.5 or 100.9 °F)[6][7]
فرط السخونة	>40.0 or 41.5 °C (104.0 or 106.7 °F)[41][42]
ملاحظة: الفرق بين الحمى وارتفاع الحرارة هو الآلية الأساسية. مصادر مختلفة يمكن تخفيض الأعراض العرضية المختلفة لعلاج الحمى، ارتفاع الحرارة وفرط السخونة.
تولد الحرارة أولاً في الأنسجة العضلية، بما في ذلك القلب والكبد في حين تفقد (90٪) من خلال الجلد (10٪) من الرئتين (10٪). ويمكن زيادة توليد الحرارة 2-4 أضعاف خلال تقلصات العضلات (خلال أي تمرين أو الارتعاد). ويتم تحديد معدل فقدان الحرارة مع أي كائن عن طريق الحمل الحراري والتوصيل والإشعاع ويمكن أن تتأثر المعدلات هذه بمؤشر كتلة الجسم، ومساحة سطح الجسم إلى نسبة الحجم والملبس والظروف البيئية الأخرى. تحدث العديد من التغييرات فيعلم وظائف الأعضاء عند انخفاض درجة حرارة الجسم. وهذا يحدث في نظام القلب والأوعية الدموية مما يؤدي إلى موجة أوسبورن وخلل النظام وانخفاض نشاط الجهاز العصبي المركزي الكهربائية وإدرار البول البارد وذمة رئوية غير قلبية. الرجفان الأذيني وموجات أوسبورن J لشخص مع انخفاض حرارة الجسم.علما بأن يمكن أن يكون مخطئ الارتفاع ST

## التشخيص
أن التحديد الدقيق لدرجة الحرارة الأساسية غالبا ما يتطلب انخفاض درجة حرارة ترمومتر خاص، حيث أن معظم درجة الحرارة السريرة لا تقيس بدقة أقل من34.4درجة مئوية (93.9 درجة فهرنهايت). ويمكن وضع مقياس درجة الحرارة منخفضة في المستقيم، المريء أو المثانة. وتعتبر مقياس المريء هي الأكثر دقة وينصح بمدخل الأنبوب للشخص. وهناك طرق أخرى للقياس مثل القياس من طريق الفم وتحت الإبط أو باستخدام الأشعة تحت الحمراء ترمومتر الأذن وغالبا تكون غيردقيقة. وقد تكون دقات قلب الشخص المصاب بانخفاض درجة الحرارة بطيئة جدا والشعور بالنبضة يأخذ مدة طويلة ويمكن أن يكون مطلوب قبل الكشف. وأوصت جمعية القلب الأمريكية في عام 2005 بالتحقق من عدم وجود النبض القلبي الرئوي إنعاش قلبي رئوي على الأقل خلال 30-45 ثانية بينما يوصي آخرون بالاختبار 60 ثانية.